# 格蘭傑 (明尼蘇達州)
格蘭傑（英語：Granger）是位於美國明尼蘇達州菲爾莫爾縣布里斯托鎮區的一個非建制地區。

## 歷史
格蘭傑於1857年成立，同年設立郵局，其後於1992年停運。此地得名自早期的郵政局長布朗·L·格蘭傑（Brown L. Granger）。

## 地理
格蘭傑所處的海拔為高於海平面350米（即1148英呎），而該地所採用的時區為UTC-6，即北美中部時區（CST）。同時該地設有夏令時間，為UTC-6調快一小時，即UTC-5（CDT）。